# Stara Lipa
Stara Lipa är en ort i Požega i Požega-Slavoniens län i Kroatien. Den hade 213 invånare år 2011.